# فرودگاه هرن آیلند
فرودگاه هرن آیلند (به انگلیسی: Horn Island Airport) یک فرودگاه با کد یاتا HID است که یک باند فرود آسفالت دارد و طول باند آن ۱۳۸۹ متر است. این فرودگاه در کشور استرالیا قرار دارد و در ارتفاع ۱۳ متری از سطح دریا واقع شده‌است.

## شرکت‌های هواپیمایی و مقصدهای پروازی
| شرکت‌های هواپیمایی           | مقصدهای پروازی                       |
| --------------------------- | ------------------------------------ |
| Asia Pacific Airlines (PNG) | کنز                                  |
| کانتاس اجرا توسط کانتاس‌لینک | کنز                                  |
| Skytrans Airlines           | کنز، اوروکون، Weipa، نورثرن پنینسولا |